# مطار مرتوبة
مطار مرتوبة  هوَ مطار محلي صغير يَقع في مرتوبة شرق مدينة درنة على ساحل ليبيا الشرقي. يَقع المطار على مسافة 27 كيلومتراً شرقي مدينة درنة، وهوَ يَملك مدرجين، وتبلغ مساحته بالمجمل حوالي 2,450 هكتار.

## التاريخ
أنشأ مطار مرتوبة على أيام الاستعمار الإيطالي لليبيا. في عام 2006 تقدَّمَ مختصي الملاحة الجوية والطيران المدني من شعبية درنة بطلبٍ إلى الحكومة لتطوير المطار أكثر وإنشاء مرافق جديدة له، فعقدت إثرَ ذلك ندوة علميَّة قدم فيها عدد من الأوراق العلمية المتعلقة بالموضوع، وأدت إلى توقيع عقدٍ معَ عدة شركات عالمية لتنفيذ تطويرات في المطار (تتضمَّن إنشاء صالة للركاب وساحة لوُقوف الطائرات) بقيمة 30 مليون دينار ليبي.
في 27 مارس 1996 حصلت حادثة اختطاف طائرة عندما كانت تُحلق بين مدينتي جدة والقاهرة، وأخذها الخاطفون إلى مطار مرتوبة حيثُ حطَّت هناك، لكن السلطات الليبية تمكنت من احتواء الوَضع في المطار وأجبرت الخاطفين على تسليم أنفسهم، وبذلك انتهى الحادث دونَ تضرُّر الطائرة أو الركاب.
شهدَ المطار خلال الصراع الليبي بين الثوار والقذافي بعض المعارك، وفي آخر الأمر تمكن الثوار من السيطرة عليه في 19 فبراير 2011، وتمكنوا أيضاً من الاستيلاء على بعض الطائرات التي حطَّت فيه. ولاحقاً في 25 فبراير من العام نفسه هاجمت كتائب القذافي المطار لانتزاعه من أيدي الثوار، لكنهم نجحوا في طردها وقاموا بتشكيل لجان شعبيَّة لحمايته، وقد قُتلَ 20 شخصاً من أهالي المنطقة في هذه المعركة، فيما أسقطوا 5 طائرات تابعة لقوات القذافي. وتم تحرير المطار من جديد من قوات القذافي وظلَّ بذلك المطار وكافة مدينة درنة في أيدي الثوار حتى سُقوط نظام العقيد معمر القذافي.
وعند قيام الثورة سقط المطار مباشرة في ايدي الثوار ولم يسفر عن أي خسائرتذكر